# Nacho Mirás
Nacho Mirás (Úbeda, 19 juni 1997) is een Spaanse voetballer. Hij speelt als doelman.
In januari 2025 tekende hij een contract bij KV Mechelen.

## Clubstatistieken
| Seizoen         | Club                     | Competitie         | Competitie | Competitie | Beker | Beker | Europees | Europees | Totaal | Totaal |
| Seizoen         | Club                     | Competitie         | Wed.       | Dlp.       | Wed.  | Dlp.  | Wed.     | Dlp.     | Wed.   | Dlp.   |
| --------------- | ------------------------ | ------------------ | ---------- | ---------- | ----- | ----- | -------- | -------- | ------ | ------ |
| 2019/20         | Real Balompédica Linense | Primera Federación | 0          | 0          | 0     | 0     | —        | —        | 0      | 0      |
| 2020/21         | Real Balompédica Linense | Primera Federación | 23         | 0          | 0     | 0     | —        | —        | 23     | 0      |
| 2021/22         | Real Balompédica Linense | Primera Federación | 30         | 0          | 0     | 0     | —        | —        | 30     | 0      |
| 2022/23         | KMSK Deinze              | Eerste klasse B    | 27         | 0          | 2     | 0     | —        | —        | 29     | 0      |
| 2023/24         | KMSK Deinze              | Eerste klasse B    | 34         | 0          | 0     | 0     | —        | —        | 34     | 0      |
| 2024/25         | KMSK Deinze              | Eerste klasse B    | 11         | 0          | 0     | 0     | —        | —        | 11     | 0      |
| 2024/25         | KV Mechelen              | Eerste klasse A    | 1          | 0          | 0     | 0     | —        | —        | 1      | 0      |
| 2025/26         | KV Mechelen              | Eerste klasse A    | 1          | 0          | 0     | 0     | —        | —        | 1      | 0      |
| Carrière totaal | Carrière totaal          | Carrière totaal    | 127        | 0          | 2     | 0     | 0        | 0        | 129    | 0      |

1 De Wolf ·
2 Halhal ·
3 Marsà ·
4 Diouf ·
5 Teague ·
8 Konaté ·
14 Raman ·
15 Van Ingelgom ·
16 Schoofs ·
17 Belghali ·
19 Mrabti ·
20 Lauberbach ·
22 Mirás ·
23 Zekri ·
26 Makanza ·
27 Vanrafelghem ·
30 Baert ·
31 Willockx ·
33 Hammar ·
34 St. Jago ·
35 Bafdili ·
36 Yeboah ·
38 Antonio ·
40 Ouahabi ·
77 Pflücke ·
Coach: Vanderbiest
Assistent-coach: Van Handenhoven